# سیارک ۱۲۴۷۹
سیارک ۱۲۴۷۹ (به انگلیسی: 12479 Ohshimaosamu، نامگذاری:1997EG27) دوازده هزار و چهارصد و هفتاد و نهمین سیارک کشف شده‌است که در ۵ مارس ۱۹۹۷ کشف شد.
قدر مطلق سیارک برابر ۱۳.۵ است.